# Siliștea (gmina Pungești)
Siliștea – wieś w Rumunii, w okręgu Vaslui, w gminie Pungești. W 2011 roku liczyła 230 mieszkańców.